# Buch von Veles

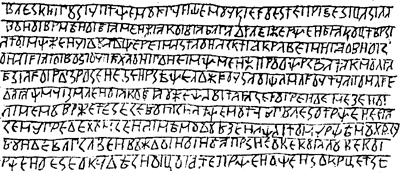
Der einzige bekannte Ausschnitt eines Bretts, nachdem das Buch benannt ist, beginnt mit den Worten: „Veles widmen wir dieses Buch“

Das Buch von Veles (auch: Veles Book, Vles book, Vlesbook, Isenbeck’s Planks, Велесова книга, Велес книга, Книга Велеса, Дощечки Изенбека, Дощьки Изенбека) ist ein angeblich antiker Text, der erstmals in den 1950er-Jahren in einer russischen Emigrantenzeitung in San Francisco veröffentlicht wurde.
Er beinhaltet angeblich religiöse Passagen und Berichte über die Geschichte der Slawen und deren religiöse Moralvorstellungen in früher kyrillischer Schrift. Die am weitesten zurückliegenden Erzählungen im Buch werden auf das 7. Jahrhundert v. Chr. datiert, also zu einem Zeitpunkt, als es noch keine slawische Schrift gab, die jüngsten auf das 9. Jahrhundert n. Chr., als es bereits eine Übersetzung der heiligen Schrift in kyrillischen Lettern (etwa ab 866) gab.
Das Buch wurde angeblich 1919 entdeckt und verschwand 1941 wieder. Es wird angenommen, dass es sich um eine Fälschung aus den 1940er-Jahren oder aus dem späten 19. Jahrhundert handelt. Darüber hinaus existieren in den modernen Ausgaben des Buches verschiedene Versionen des Textes. Unabhängig wird sie von vielen slawischen Neopaganern als ihre Heilige Schrift angesehen und seit der ukrainischen Unabhängigkeit 1990 in der Schule als Beleg slawischer Geschichte unterrichtet.

## Echtheit
Nahezu alle Wissenschaftler jedoch betrachten es als Fälschung. Trotzdem wird es vor allen Dingen von ukrainischen, gelegentlich auch polnischen, baltischen oder russischen Wissenschaftlern als echt angesehen. Basierend auf dieser Idee entstanden in jüngerer Zeit Neuauflagen wie die Arischen Veden, eine panslawistische Ideologie.
Die Geschichte des Buches kann nur bis Mitte der 1950er Jahre zurückverfolgt werden, als eine Abschrift des Buches und ein Foto von einem der Bretter zum ersten Mal in einer russischen Emigrantenzeitung in San Francisco erschienen. Einige Wissenschaftler glauben, dass das gesamte Buch Ergebnis einer Zusammenarbeit der Editoren dieser Zeitung und Yuriy Mirolyubov war, der später behauptete, das Buch gefunden zu haben. Andere glauben, dass entweder das ganze Buch oder nur das einzige erhaltene Brett von dem russischen Sammler und Fälscher Alexander Sulakadzev im frühen 18. Jh. gefälscht wurde. Schließlich gibt es noch die Theorie, dass Mirolyubov eine oder mehrere Seiten des Buches von Veles fand und den Rest des Textes fälschte, um seine eigenen Theorien über die frühen Slawen zu beweisen.
Das Buch ist in einer Sprache geschrieben, die der antiken ostslawischen Sprache sehr ähnlich ist. Daher ist ein großer Textteil des Buches, sobald er in ein modernes Alphabet übertragen wird, lesbar für Menschen, die die modernen slawischen Sprachen sprechen. Professionelle Historiker jedoch, insbesondere Spezialisten der antiken Slawen, sind skeptisch gegenüber vielen Bestandteilen bzw. dem Sprachgebrauch der Worte (moderne oder mittelalterliche slawische Worte werden gelegentlich und unwissentlich anstelle ihrer archaischen Äquivalente benutzt), der Schreibweise, der Phonetik (fehlendes Verständnis für den Klang des 'f's, welches in urslawisch existierte, aber später verschwand, der willkürliche Gebrauch von unbetonten Vokalen etc.), Grammatik (grammatische Formen stimmen nicht mit frühen slawischen Sprachen überein) etc. Diese Besonderheiten weisen auf einen künstlich „gealterten“ Text von jemandem mit unzureichendem Wissen über die frühen Slawen hin. Mit den Worten des Historikers O. V. Tvorogov:

„Diese Analyse bringt uns zu einem endgültigen Ergebnis: Wir haben es mit einer künstlichen Sprache zu tun, ‚geschaffen‘ von einer Person, die mit der Geschichte der slawischen Sprachen nicht sehr vertraut war und jemandem, der sein eigenes [...] Sprachsystem nicht entwickeln konnte.“

Gegner der allgemeinen Wissenschaft behaupten, dass die fehlenden Übereinstimmungen auf lokal unterschiedliche Dialekte zurückzuführen sein könnten in der Annahme, dass das Buch von mehreren Menschen geschrieben oder zusammengetragen wurde, wie es von seinen Unterstützern behauptet wird.
Das Alphabet der Bücher wird ebenfalls kontrovers diskutiert, da das Buch mit einem dem Kyrillischen ähnelnden Alphabet geschrieben wurde. Die tatsächliche Existenz geschriebener Sprache unter Slawen vor der Einführung des Glagolitischen und Kyrillischen im neunten bis zehnten Jahrhundert wird teilweise bestritten.
Diejenigen, die an die Echtheit des Buches glauben, behaupten, jede Kritik entkräften zu können, zum Beispiel, indem sie argumentieren, dass Fehler in der Sprache während der Übersetzung des Textes aufgetreten sein könnten. Außerdem behaupten sie, dass eine so gute Fälschung ein größeres Können als das des Mirolyubov benötigt hätte und dass er – abgesehen von Nationalstolz – keinen persönlichen Nutzen von der Fälschung des Buches hatte.
Solange die originalen Bretter verloren sind, wird es wahrscheinlich keinen Konsens über die Echtheit des Buches geben. Auf jeden Fall besteht die Möglichkeit, dass zukünftige Entdeckungen von Artefakten im Slawengebiet die Fakten des Buches von Veles entweder stützen oder widerlegen werden, womit seine Echtheit bzw. Fälschung bestätigt werden könnte.

## Die Bretter
Die germanischen und slawischen Sprachen gebrauchen ein einfaches Wort, welches eng in Beziehung zum Schreiben steht (Englisch „book“, Deutsch „Buch“, Russisch und Bulgarisch „буква“ (bukva) – „letter“), verwandt mit dem Wort „Buche“.
Daher wird vermutet, dass die frühesten Schriften auf Buchenholz geritzt wurden.
Das Buch von Veles war der einzige je gefundene Text auf Holzbrettern. Andere Texte, insbesondere die  Birkenrindenurkunden aus Nowgorod, sind in kyrillischer Schrift oder Runenzeichen abgefasst und stilistisch vollkommen anders geartet.
Die Bretter sind 38 cm breit, 22 cm hoch und ca. 0,5 cm dick. Die Ecken und Oberflächen der Bretter sind uneben, am oberen Ende befinden sich zwei Löcher, um die Bretter zu verbinden.
Der Text wurde in die Bretter eingeritzt und später mit Farbe überzogen. Auf den Brettern sind Textzeilen (annähernd geradlinig und parallel) angeordnet, wobei die oberen Enden der Buchstaben diese Zeilen berühren. Der Text ist also unter den Textzeilen geschrieben, nicht darüber. Die Größe und Form der Buchstaben variiert, ein Hinweis auf mehrere Schreiber des Textes. Einige Bretter sind teilweise oder größtenteils verrottet.

## Die Geschichte von der Entdeckung des Buches
1919 fand ein Leutnant der weißen russischen Armee Fedor Arturovich Izenbek ein Bündel hölzerner Bretter, beschrieben in unbekannter Schrift auf einem ausgeraubten Anwesen der Kurakins nahe Charkiw.
Nach der Niederlage der Armee wanderte Izenbeck nach Belgrad aus, wo er 1923 erfolglos versuchte, die Bretter an das Belgrader Museum bzw. die Bibliothek zu verkaufen. 1925 ließ er sich in Brüssel nieder, wo er die Bretter Yuriy P. Mirolyubov übergab, der diese als erster ernsthaft untersuchte. Izenbeck behandelte die Bretter sehr behutsam; er erlaubte es nicht, sie aus seinem Haus zu entfernen, und lehnte den Vorschlag eines Professors der Brüsseler Universität ab, die Bretter für Forschungen bereitzustellen. Später führte die Ablehnung, seine Texte von anderen untersuchen zu lassen, zu dem Verdacht, dass die Texte eine Fälschung sind.
Fünfzehn Jahre lang restaurierte, fotografierte, kopierte (als sich herausstellte, dass die Fotografien nicht lesbar waren) und übersetzte Mirolyubov den Text. Er schaffte es, den größten Teil der Bretter zu kopieren.
Im August 1941 wurde Brüssel von den Deutschen besetzt, Izenbeck starb und die Bretter gingen verloren.
Spekulationen besagen, dass die Deutschen die Bretter in ihr Archiv (Ahnenerbe) aufnahmen und diese mit Ende des Zweiten Weltkrieges nach England in der Nähe von Aldershot oder Crookham untergebracht wurden, bis zum heutigen Tag.
Der überwiegende Teil des Ahnenerbes soll laut Spekulationen allerdings von sowjetischen Truppen erobert worden zu sein. In diesem Fall sollen die Bretter stattdessen in einem geheimen KGB-Archiv aufbewahrt wurden. Andere glauben, dass die Bretter in einem Feuer verbrannten, das die Deutsche Wehrmacht gelegt hätte. Im Westen ist man der Meinung, dass die Bretter deswegen vernichtet wurden, um der Entlarvung als Fälschung zu entgehen und somit einem Mythos zu erschaffen, dessen Ursprung mangels Artefakt nicht mehr zu beweisen ist.
Mirolyubov emigrierte in die Vereinigten Staaten und übergab das Material dem Russischen Museum in San Francisco. 1953 wurde das Material von dem Professor A. A. Kurenkov (Kur) gefunden, der es dann im März 1957 bis Mai 1959 in dem Magazin Zhar-Ptica veröffentlichte. Später wurde der Text von S. Paramonov (Lesnoi) untersucht.

## Auszüge

### Brett 2/B
Wir wurden gezwungen, uns in die Wälder zurückzuziehen und als Jäger und Fischer zu leben. So konnten wir

der Gefahr entkommen. Wir überstanden eine Finsternis und fingen, an überall Städte

und Häuser zu bauen. Nach der zweiten Finsternis gab es großen Frost, und wir zogen

in den Süden, da dort viele Stellen grasbewachsen waren […] und dann nahm Romei

unser Vieh zu einem guten Preis, und sie hielten ihr Wort. Wir gingen

zu dem südlichen […] Grüngrasland und hatten viel Vieh […]

### Aus Brett 7/A
Die Feinde sind nicht so zahlreich wie wir, da wir Russen sind und sie nicht. 

### Brett 11/A
Wir beten den ersten Triglaw an, verneigen uns vor ihm, und wir singen ihm zu Ehre.

Wir lobpreisen Svarog, den Großvater der Götter, der für alle Götter der verwandte Vorfahr ist

und Erschaffer von allem was lebt, dem ewigen Frühling, der in den Sommer strömt

und überall und im Winter und niemals gefriert. Und an diesem lebenden Wetter nährt

er sich und gibt uns Leben, bis wir die gesegneten Felder im Paradies erreichen.
Und zu Gott Perun, dem Donnerer, Gott der Schlacht und des Kampfes sagen wir:

„Du hältst uns mit dem ewigen drehen des Kreises am Leben und führst auf den Weg des Prav

durch Schlachten zu dem großartigen Trizn“. Und alle, die in der Schlacht getötet wurden -

mögen sie auf ewig in Peruns Regiment leben. Gott Svantovits Ehre

erhöhen wir, da er der Gott von Prav und Jav ist, und für ihn singen wir, da er das Licht ist

mit dem wir die Welt sehen. Wir sehen, und wir sind in Jav und er von Nav

beschützt uns, und deshalb preisen und singen wir für ihn. Wir singen und tanzen für ihn und rufen

unseren Gott der Erde, der der Sonne und den Sternen beständig das Licht erhält

Und alle Ehre an Svantovit, unseren Gott, der

öffnet unsere Herzen für uns, um zu bekennen unsere schlechten Taten,

und an das Gute wenden wir uns. Möge er uns umarmen wie Kinder, da dies gesagt ist:

was mit der Hälfte des Geistes geschaffen ist, könnte nicht gesehen werden,

da es ein großes Geheimnis ist, wie Svarog kann sein Perun und Svantovit zur selben Zeit.

Zwei Wesen im Himmel Bieleboh und Czorneboh sind

Und beide befiehlt und erhält Svarog.

Nach ihnen kommen Hors, Veles und Stribog und dann Visenj, Lelj und Letic.

### Aus Brett 26/B
[…] die Zeit vergeht, und wir kommen zu dem blauen Fluss, da nicht endlos
 unsere Zeit ist. Dort treffen wir Vorfahren und Vorfahrinnen, die auf Herden Svargas grasen und Gebinde
stecken. Ihr Leben ist genau wie unseres, nur gibt es weder Hunnen noch Griechen […]

## Englischsprachige Literatur
- The Book of Vles oder Vles knyha, übersetzt von Victor Kachur. Columbus, Ohio, 1973.
- Kaganskaya, Maya. „The Book of Vles: Saga of a Forgery,“ Jews and Jewish Topics in Soviet and East-European Publications, # 4 (1986–1987) 3–27.